# Carlos Gats
Carlos Gats, född 11 december 1969, är en argentinsk friidrottare. Han deltog vid olympiska sommarspelen 1996 och olympiska sommarspelen 2000.